# Remix
Een remix is een (her)bewerkte versie van een bestaand muzieknummer. Remixen (ook wel: remixes) kunnen op elke denkbare manier anders zijn dan het originele nummer; het tempo kan afwijken, er kunnen extra geluiden (of instrumenten) worden toegevoegd, maar het komt eveneens voor dat liedteksten en zangpartijen worden aangepast, verwijderd of toegevoegd. In sommige gevallen is zelfs sprake van compleet nieuwe arrangementen. Het remixen is afkomstig uit de reggaewereld. Het kwam echter vooral in zwang bij de opkomst van de dancemuziek. Binnen de dance- en hiphopscene is het zeer gebruikelijk dat er remixen van nummers worden gemaakt.
Oudere nummers kunnen in een nieuw jasje worden gestoken door ze te remixen, maar het gebeurt ook bij nieuwe nummers. Artiesten vragen dan aan professionele remixers, producenten of dj's om hun nummer te remixen. De remixer werkt meestal met zogeheten stems; geïsoleerde onderdelen van het originele nummer, zoals ritme, bass en a capella zang. Regelmatig worden er dance- of houseremixen gemaakt van pophits, zodat deze in de playlist van house-dj's kunnen worden opgenomen. In andere gevallen maakt een producer een eigen interpretatie van een nummer en wordt er met elementen van het origineel en volstrekt nieuw nummer gemaakt.
Het maken van remixen is vanaf de jaren 90 een serieuze industrie geworden, waar de uitvoerders grote honoraria voor krijgen. In die tijd kwam veel muziek op cd-single uit en fungeerden remixen vaak als bonustracks op cd-singles of ep's. Ze namen vaker de plaats in van B-kanten; extra nummers die niet op een album staan en alleen op de (cd-)single waren te vinden. Ook combinaties (zowel B-kanten als remixen) kwamen veel voor. Remixen werden soms ook toegevoegd aan de tracklisting van albums die opnieuw werden uitgebracht. Sommige artiesten brachten complete compilatie-albums uit met uitsluitend remixen van hun nummers.
Door de opmars van streaming muziek via diensten als Spotify, Apple Music en YouTube kan elk nummer, dus ook elke remix, op elk gewenst moment worden uitgebracht. Niettemin blijven remixen in de pop-, dance- en hiphopwereld populair.

## Soorten remixen
Er bestaan verschillende soorten remixen. De meest voorkomende op een rijtje:
- Original mix: dit begrip slaat doorgaans op de originele versie van een nummer; soms gaat het om de originele remix wanneer er meerdere zijn gemaakt.
- Radio (re)mix: met een lengte van 3-4 minuten is deze versie geschikt voor airplay op de radio. Vaak is dit een ingekorte versie van een langere remix, waar instrumentale stukken uit zijn geknipt. Wanneer er gewoon stukken uit een origineel nummer zijn geknipt, heet dit een "radio edit".
- Club mix: een mix van rond de 7 minuten met veel dansbare instrumentale stukken, vooral om in discotheken en clubs te worden gedraaid.
- Instrumental mix: een volledig instrumentale versie van een remix (vaak de club mix) zonder zang.
- Dub mix: een remix met weinig verandering aan de structuur van het nummer, maar vooral aan de sound, vaak met weinig zang en veel nadruk op ritme en bas. Afgeleid van de dub-muziek en vaak ook aangeduid met gewoon dub.
- Bootleg: een meestal niet-officiële remix, waarbij het volledige originele nummer is gebruikt, omdat de remixer geen stems kon gebruiken.
- Mash-up: waarbij meerdere verschillende nummers door elkaar gemixt zijn.
- Mix van een andere producer: hierbij zet een producer een nummer naar zijn eigen hand. Het nummer kan zo bijvoorbeeld in een ander (sub)genre worden uitgevoerd. Hierdoor wordt een plaat mogelijk interessant voor dj's die in dat andere (sub)genre actief zijn.

In de dancescene zijn daarnaast nog enkele vormen in omloop:
- Arena mix: een bewerking van een nummer door dezelfde artiest die het originele nummer heeft gemaakt.
- Intro edit: eveneens een bewerking door dezelfde artiest die het originele nummer heeft gemaakt, maar dan vooral gericht op een spectaculair begin van het nummer.
- VIP edit: een versie die veel lijkt op de club mix, maar dan ingekort tot zo'n 4 minuten.
- Festival mix: een remix die speciaal wordt gemaakt om tijdens festivals (optredens) te draaien.

## Grote hits
Het gebeurt regelmatig dat remixen een grotere hit worden dan de originele versie van een nummer. Een aantal voorbeelden:
- Duran Duran - The Reflex (Nile Rodgers 7" Remix), 1984
- Cameo - The Money (Reese remix), 1992
- U2 - Even better than the real thing (Paul Oakenfold remix), 1992
- Age of Love - Even better than the real thing (Jam & Spoon remix), 1992
- UB40 - One in ten (808 State remix), 1992
- Robin S - Show Me Love (StoneBridge remix), 1993
- Everything But The Girl - Missing (Todd Terry mix) 1995
- Bobby Brown - Two can play that game (K-Klass remix), 1995
- Nightcrawlers - Push the feeling on (MK remix), 1995
- Tori Amos - Professional Widow (Armand van Helden remix), 1996
- The Source & Candi Staton - You Got The Love (Now Voyager remix), 1997
- Cornershop - Brimful Of Asha (Norman Cook remix), 1998
- Moloko - Sing it back (Boris Dlugosch remix), 1999
- Cygnus X - Superstring (Rank 1 remix), 2000
- Delerium ft. Sarah McLachlan - Silence (DJ Tiesto remix), 2000
- Missy Elliott - 4 My People (Basement Jaxx remix), 2002
- Sia - The girl you lost to cocaine (StoneBridge remix), 2008
- Lilly Wood & The Prick - Prayer In C (Robin Schulz remix), 2014
- OMI - Cheerleader (Felix Jaehn remix), 2014
- Lil Nas X (feat. Billy Ray Cyrus) - Old Town Road (remix), 2019

Een bekend voorbeeld van een mash-up die een grote hit werd, is het nummer Summer jam 2003 van The Underdog Project en The Sunclub. De muziek is afkomstig uit het nagenoeg instrumentale nummer Fiësta de los tamborileros van The Sunclub, aangevuld met de a capella zang van het nummer Summer Jam van The Underdog Project. De mash-up stond negen weken op nummer-1 in de Top 40, was de grootste hit van het jaar 2003 en was ook in andere Europese landen een grote hit.